# Дзендзелевский, Иосиф Алексеевич
 Иосиф Алексеевич Дзендзелевский  (17 февраля 1921, с. Мазурово, теперь Черняховский район Николаевской области — 15 августа 2008) — украинский языковед, доктор филологических наук с 1961, профессор с 1963, член НТШ с 1992.

## Биография
Дзендзелевский родился в селе Мазурово Черняховского района Одесской (теперь Николаевской) области в крестьянской семье. С 1939 года учился в Одесском университете (сначала на математическом, а затем — на филологическом факультете). Война прервала учебу: с лета 1941 года — на фронте. Служил артиллеристом, затем сапёром. Прошел с боями Украину, Россию, Кавказ, Карпаты, в том числе и Закарпатье, Словакию, Чехию, Польшу, Германию, форсировал Эльбу. Победу встретил в Праге. Участник исторического Парада Победы в Москве 1945 году. Войну закончил в чине лейтенанта с двумя орденами Красной Звезды и пятью боевыми медалями.
С 1945 года возобновил учёбу, окончил Одесский университет в 1947 году, поступил в аспирантуру. Руководитель А. А. Москаленко направил молодого исследователя в диалектологию — отрасль, которая стала ведущей в его последующей научной деятельности. В 1952 защитил кандидатскую диссертацию «Українські говори Нижнього Подністров’я». В 1951 году после окончания аспирантуры по назначению Министерства образования прибыл на работу в Ужгородский университет, где проработал 45 лет — с 1951 до 1996. В 1962—1986 годах заведовал кафедрой украинского языка, был деканом филологического факультета (1968—1972), с 1996 года находился на пенсии. В 1962 году в Ленинградском университете защитил докторскую диссертацию «Лінгвістичний атлас українських народних говорів Закарпатської області УРСР», став профессором (1962). Основатель диалектологической научной школы Ужгородского университета.

## Научная деятельность
Специалист по истории украинского языка, украинской и славянской диалектологии, лексикологии, лексикографии и лингвогеографии.
Важнейший труд — трёхтомный «Лінгвістичний атлас українських народних говорів Закарпатської області України» (Ужгород, т. 1 — 1958, т. 2 — 1960, т. 3 — 1993), включающий 517 лингвокарт и 5578 лексем, собранных в 212 населённых пунктах Закарпатья; в 1965 г. выдвинул идею создания лексического атласа украинского языка (ЛАУМ) заключил специальную «Програму для збирання матеріалів до Лексичного атласу української мови» (К., 1984; 2-е изд. — 1987). В области диалектологии: работа «К вопросу о времени расселения восточных славян на южных склонах Украинских Карпат» (М., 1964), 2 диалектологических словаря, внутренняя классификация закарпатских говоров, разноаспектный анализ лексики украинских говоров Закарпатья, 15 диалектологический опросников, анкет и программ для сбора диалектологических материалов и др.. В социолингвистике: описал ряд арготических систем украинского языка (арго шубников, лирников, волынских портных, жаргон шахтеров Макеевки в Донбассе, бурсацкий-семинарский жаргон, жаргон пастухов. Монография «Українсько-західнослов’янські лексичні паралелі» (К., 1969) посвящена исследованию языковой интерференции (взаимосвязям украинских, польских и словацких языков).
Отыскал, обработал и издал ряд неопубликованных языковедческих трудов Арсения Коцака, Ивана Вагилевича, Якова Головацкого, Ивана Зилинскому, Теодора Витвицкого, Василия Довговича, Юрия Федьковича, М. Грицака и др..

## Основные труды
- «Українсько-західнослов’янські лексичні паралелі» (1969),
- «Конспект лекцій з курсу української діалектології» (ч. 1. Фонетика, 1965; Вступні розділи, 1966),
- «Лінгвістичний атлас українських народних говорів Закарпатської області УРСР» (ч. 1, 1958; ч. 2, 1960; ч. З, 1993),
- Збірник праць «Українське і слов’янське мовознавство» (1996 р.).
- (член редколегії і один з авторів) «Общеславянский лингвистический атлас. Серия лексико-словообразовательная» (в. 1,1988).